# Haplophragmioidea
Haplophragmioidea, tradicionalmente denominada Haplophragmiacea, es una superfamilia de foraminíferos del suborden Loftusiina y del orden Loftusiida. Su rango cronoestratigráfico abarca desde el Calloviense (Jurásico medio) hasta la Actualidad.

## Discusión
Clasificaciones previas incluían Haplophragmioidea en el suborden Textulariina del orden Textulariida o en el orden Lituolida.

## Clasificación
Haplophragmioidea incluye a las siguientes familias:
- Familia Cribratinidae
- Familia Haplophragmiidae
- Familia Labyrinthidomatidae

Otra familias asignadas a Haplophragmioidea y clasificadas actualmente en otras superfamilias son: 
- Familia Ammosphaeroidinidae, ahora en la superfamilia Recurvoidoidea
- Familia Ammobaculinidae, ahora en la superfamilia Recurvoidoidea
- Familia Acupeinidae, ahora en la superfamilia Recurvoidoidea
- Familia Nezzazatidae, ahora en la superfamilia Nezzazatoidea
- Familia Barkerinidae, ahora en la superfamilia Nezzazatoidea